# Zwariowane melodie – wydania DVD
Poniżej znajduje się lista wydań płyt DVD z bohaterami Zwariowanych melodii.

## Looney Tunes Złota kolekcja, część 1
Premiera VHS i DVD w Polsce: 6 lutego 2004 r.

### Królik Bugs: Najlepsze z najlepszych, część 1
| N/o | Tytuł oryginalny           | Tytuł polski            | Rok  | Wersja polska                                                      |
| --- | -------------------------- | ----------------------- | ---- | ------------------------------------------------------------------ |
|     |                            |                         |      |                                                                    |
| 1   | Baseball Bugs              | Bugsballista            | 1945 | Canal+                                                             |
|     |                            |                         |      |                                                                    |
| 2   | Rabbit Seasoning           | Sezon na króliki        | 1951 | Warner Bros. (VHS – Królik w więzieniu)                            |
|     |                            |                         |      |                                                                    |
| 3   | Long-Haired Hare           | Długie ucho długouchego | 1948 | Warner Bros. (nowa)                                                |
|     |                            |                         |      |                                                                    |
| 4   | High-Diving Hare           | Nurkowie                | 1948 | Warner Bros. (VHS – Królik i skarb korsarzy)                       |
|     |                            |                         |      |                                                                    |
| 5   | Bully for Bugs             | Bycza sprawa            | 1952 | Warner Bros. (VHS – Królik i skarb korsarzy)                       |
|     |                            |                         |      |                                                                    |
| 6   | What’s Up Doc?             | Co jest doktorku?       | 1949 | Warner Bros. (nowa)                                                |
|     |                            |                         |      |                                                                    |
| 7   | Rabbit’s Kin               | Krewniak królika        | 1951 | Warner Bros. (VHS – Bugs i Speedy: Wygrasz dziś, uciekniesz jutro) |
|     |                            |                         |      |                                                                    |
| 8   | Water, Water Every Hare    | Uwaga, woda             | 1950 | Warner Bros. (VHS – Królik w więzieniu)                            |
|     |                            |                         |      |                                                                    |
| 9   | Big House Bunny            | Królik w więzieniu      | 1948 | Warner Bros. (VHS – Królik w więzieniu)                            |
|     |                            |                         |      |                                                                    |
| 10  | Big Top Bunny              | Mistrz akrobacji        | 1950 | Warner Bros. (VHS – Bugs i Struś Pędziwiatr: Uciekinier)           |
|     |                            |                         |      |                                                                    |
| 11  | My Bunny Lies Over the Sea | Królik w Szkocji        | 1948 | Warner Bros. (VHS – Królik i skarb korsarzy)                       |
|     |                            |                         |      |                                                                    |
| 12  | Wabbit Twouble             | Natłętny kłólik         | 1941 | Canal+                                                             |
|     |                            |                         |      |                                                                    |
| 13  | Ballot Box Bunny           | Wybory                  | 1950 | Warner Bros. (VHS – Królik i skarb korsarzy)                       |
|     |                            |                         |      |                                                                    |
| 14  | The Rabbit of Seville      | Królik sewilski         | 1949 | Warner Bros. (nowa)                                                |
|     |                            |                         |      |                                                                    |

#### Dodatki
- Pozdrowienia od Chucka Jonesa
- Komentarze znawców historii kina animowanego:
  - Michael Barrier o filmach Sezon na króliki, Długie ucho Długouchego, Bycza sprawa, Mistrz akrobacji, Natłętny kłólik
  - Greg Ford o filmach Nurkowie, Co jest doktorku?
  - Stan Freberg o filmie Krewniak królika
- Niezapomniane motywy muzyczne z kreskówek: Sezon na króliki, Co jest doktorku? i Krewniak królika
- Za kulisami produkcji filmowej:
  - Bugs: A Rabbit For All Seasonings
  - Short-Fuse Shootout: The Small Tale of Yosemite Sam
  - Forever Befuddled
- Królik Bugs w filmach:
  - Two Guys From Texas (1948)
  - Nasze wspólne marzenie (1949)
- Show Królika Bugsa:
  - A Star Is Bored - sekwencje łączące
  - The Astro-Nuts - sesja nagraniowa z Melem Blankiem
- Królicze gagi - bonusowa kreskówka z 1991 r. z opcjonalnym komentarzem z Gregiem Fordem
- Galeria szkiców
- Gra interaktywna

### Daffy i Porky: Najlepsze z najlepszych
| N/o | Tytuł oryginalny                | Tytuł polski                       | Rok  | Wersja polska                                               |
| --- | ------------------------------- | ---------------------------------- | ---- | ----------------------------------------------------------- |
|     |                                 |                                    |      |                                                             |
| 1   | Duck Amuck                      | Wariacje animacji                  | 1951 | Warner Bros. (nowa)                                         |
|     |                                 |                                    |      |                                                             |
| 2   | Dough for the Do-Do             | Miliony za do-do                   | 1948 | Warner Bros. (VHS – Dzielna świnka)                         |
|     |                                 |                                    |      |                                                             |
| 3   | Drip-Along Daffy                | Namolny Daffy                      | 1950 | Warner Bros. (nowa)                                         |
|     |                                 |                                    |      |                                                             |
| 4   | Scaredy Cat                     | Przestraszyć kota                  | 1947 | Warner Bros. (VHS – Przestraszyć Sylwestra)                 |
|     |                                 |                                    |      |                                                             |
| 5   | The Ducksters                   | Quiz                               | 1950 | Warner Bros. (VHS – Dzielna świnka)                         |
|     |                                 |                                    |      |                                                             |
| 6   | The Scarlet Pumpernickel        | Szkarłatny pumpernikiel            | 1948 | Warner Bros. (nowa)                                         |
|     |                                 |                                    |      |                                                             |
| 7   | Yankee Doodle Daffy             | Wiązanka melodii Kaczora Daffy’ego | 1943 | Canal+                                                      |
|     |                                 |                                    |      |                                                             |
| 8   | Porky Chops                     | Schaboszczak                       | 1947 | Warner Bros. (nowa)                                         |
|     |                                 |                                    |      |                                                             |
| 9   | Wearing of the Grin             | Zabawy skrzatów                    | 1950 | Warner Bros. (VHS – Dzielna świnka)                         |
|     |                                 |                                    |      |                                                             |
| 10  | Deduce, You Say                 | Trzeba myśleć                      | 1956 | Warner Bros. (VHS – Dzielna świnka)                         |
|     |                                 |                                    |      |                                                             |
| 11  | Boobs in the Woods              | Gamonie na natury łonie            | 1948 | Warner Bros. (nowa)                                         |
|     |                                 |                                    |      |                                                             |
| 12  | Golden Yeggs                    | Złote jaja                         | 1949 | Warner Bros. (VHS – Super kaczor)                           |
|     |                                 |                                    |      |                                                             |
| 13  | Rabbit Fire                     | Wielkie polowanie                  | 1950 | Warner Bros. (VHS – Królik i skarb korsarzy)                |
|     |                                 |                                    |      |                                                             |
| 14  | Duck Dodgers in the 24½ Century | Kaczki Spryciarze w 24½ wieku      | 1952 | Warner Bros. (VHS – Gwiazdy Space Jam: Kosmiczna składanka) |
|     |                                 |                                    |      |                                                             |

#### Dodatki
- Komentarze znawców historii kina animowanego:
  - Michael Barrier o filmach Wariacje animacji, Namolny Daffy, Szkarłatny pumpernikiel, Zabawy skrzatów, Kaczki Spryciarze w 24½ wieku
- Niezapomniane motywy muzyczne z kreskówek: Wariacje animacji, Namolny Daffy, Szkarłatny pumpernikiel, Wielkie polowanie
- Za kulisami produkcji filmowej:
  - Hard Luck Duck
  - Porky Pig Roast: A Tribute to the World’s Most Famous Ham
  - Animal Quackers
- Galeria szkiców
- Gra interaktywna

### Looney Tunes: Plejada gwiazd, część 1
| N/o | Tytuł oryginalny               | Tytuł polski                      | Rok  | Wersja polska                                                    |
| --- | ------------------------------ | --------------------------------- | ---- | ---------------------------------------------------------------- |
|     |                                |                                   |      |                                                                  |
| 1   | Elmer’s Candid Camera          | Aparat fotograficzny Elmera       | 1940 | Canal+                                                           |
|     |                                |                                   |      |                                                                  |
| 2   | Bugs Bunny and the Three Bears | Królik Bugs i trzy miśki          | 1944 | Canal+                                                           |
|     |                                |                                   |      |                                                                  |
| 3   | Fast and Furry-ous             | Szybki i wściekło-włochaty        | 1948 | Warner Bros. (VHS – Gwiazdy Space Jam: Struś Pędziwiatr i Kojot) |
|     |                                |                                   |      |                                                                  |
| 4   | Hair-Raising Hare              | Aż sierść się jeży                | 1945 | Canal+                                                           |
|     |                                |                                   |      |                                                                  |
| 5   | Awful Orphan                   | Upiorna sierotka                  | 1947 | Warner Bros. (VHS – Nie cierpię sera)                            |
|     |                                |                                   |      |                                                                  |
| 6   | Haredevil Hare                 | Nieziemski królik                 | 1947 | Canal+                                                           |
|     |                                |                                   |      |                                                                  |
| 7   | For Scent-Imental Reasons      | Kuszący powiew miłości            | 1948 | Warner Bros. (nowa)                                              |
|     |                                |                                   |      |                                                                  |
| 8   | Frigid Hare                    | Skostniały królik                 | 1948 | Warner Bros. (nowa)                                              |
|     |                                |                                   |      |                                                                  |
| 9   | The Hypo-Chondri-Cat           | Kot hipochondryk                  | 1949 | Warner Bros. (VHS – Głodny piesek)                               |
|     |                                |                                   |      |                                                                  |
| 10  | Baton Bunny                    | Królik dyrygentem                 | 1958 | Warner Bros. (VHS – Królik w więzieniu)                          |
|     |                                |                                   |      |                                                                  |
| 11  | Feed the Kitty                 | Nakarmić kota                     | 1951 | Warner Bros. (VHS – Głodny piesek)                               |
|     |                                |                                   |      |                                                                  |
| 12  | Don’t Give Up the Sheep        | Grunt to się nie poddawać         | 1951 | Warner Bros. (VHS – Głodny piesek)                               |
|     |                                |                                   |      |                                                                  |
| 13  | Bugs Bunny Gets the Boid       | Złapać króliczka                  | 1942 | Canal+                                                           |
|     |                                |                                   |      |                                                                  |
| 14  | Tortoise Wins by a Hare        | O żółwiu, który przegonił królika | 1943 | Canal+                                                           |
|     |                                |                                   |      |                                                                  |

#### Dodatki
- Komentarze znawców historii kina animowanego:
  - Stan Freberg o filmie Królik Bugs i trzy miśki
  - Michael Barrier o filmach Szybki i wściekło-włochaty, Nieziemski królik, Kuszący powiew miłości, Złapać króliczka
  - Michael Barrier i Greg Ford o filmie Aż sierść się jeży
  - Greg Ford o filmie Nakarmić kota
- Niezapomniane motywy muzyczne z kreskówek: Królik dyrygentem, Nakarmić kota
- Za kulisami produkcji filmowej:
  - Too Fast, Too Furry-ous
  - Blanc Expressions
  - Merrie Melodies: Carl Stalling and Cartoon Music
- Raport z Wydziału Kreskówek Zaginionych Warner Bros. (ang. Toon Heads: The Lost Cartoons)
- Galeria szkiców
- Gra interaktywna

### Looney Tunes: Plejada gwiazd, część 2
| N/o | Tytuł oryginalny    | Tytuł polski           | Rok  | Wersja polska                                              |
| --- | ------------------- | ---------------------- | ---- | ---------------------------------------------------------- |
|     |                     |                        |      |                                                            |
| 1   | Canary Row          | Miłośnik kanarków      | 1949 | Warner Bros. (VHS – Gwiazdy Space Jam: Sylwester i Tweety) |
|     |                     |                        |      |                                                            |
| 2   | Bunker Hill Bunny   | Królik bohaterem       | 1949 | Warner Bros. (VHS – Królik w więzieniu)                    |
|     |                     |                        |      |                                                            |
| 3   | Kit for Cat         | Kot czy kotek?         | 1947 | Warner Bros. (VHS – Król komedii)                          |
|     |                     |                        |      |                                                            |
| 4   | Putty Tat Trouble   | Kocie kłopoty          | 1950 | Warner Bros. (VHS – Gwiazdy Space Jam: Sylwester i Tweety) |
|     |                     |                        |      |                                                            |
| 5   | Bugs and Thugs      | Bugs i gangsterzy      | 1953 | Warner Bros. (VHS – Bugs i Daffy: Co słychać kaczorku?)    |
|     |                     |                        |      |                                                            |
| 6   | Canned Feud         | Koci niepokój          | 1949 | Warner Bros. (VHS – Przestraszyć Sylwestra)                |
|     |                     |                        |      |                                                            |
| 7   | Lumber Jerks        | Nowy domek             | 1954 | Warner Bros. (VHS – Głodny piesek)                         |
|     |                     |                        |      |                                                            |
| 8   | Speedy Gonzales     | Speedy Gonzales        | 1955 | Warner Bros. (nowa)                                        |
|     |                     |                        |      |                                                            |
| 9   | Tweety’s S.O.S.     | S.O.S. Tweety’ego      | 1950 | Warner Bros. (VHS – Tweety w opałach)                      |
|     |                     |                        |      |                                                            |
| 10  | The Foghorn Leghorn | Być Kurakiem           | 1947 | Warner Bros. (VHS – Samotny Kurak)                         |
|     |                     |                        |      |                                                            |
| 11  | Daffy Duck Hunt     | Polowanie na Daffy’ego | 1947 | Warner Bros. (nowa)                                        |
|     |                     |                        |      |                                                            |
| 12  | Early to Bet        | Hazardziści            | 1950 | Warner Bros. (VHS – Nie cierpię sera)                      |
|     |                     |                        |      |                                                            |
| 13  | A Broken Leghorn    | Zagrożone królestwo    | 1959 | Warner Bros. (VHS – Samotny Kurak)                         |
|     |                     |                        |      |                                                            |
| 14  | Devil May Hare      | Co nagle, to po diable | 1953 | Warner Bros. (VHS – Gwiazdy Space Jam: Diabeł Tasmański)   |
|     |                     |                        |      |                                                            |

#### Dodatki
- Komentarze znawców historii kina animowanego:
  - Jerry Beck o filmach Miłośnik kanarków, Koci niepokój, Speedy Gonzales, Co nagle, to po diable
  - Michael Barrier o filmach S.O.S. Tweety’ego, Być Kurakiem
- Niezapomniane motywy muzyczne z kreskówek: Kocie kłopoty, Speedy Gonzales, Zagrożone królestwo
- Za kulisami produkcji filmowej:
  - Needy For Speedy
  - Putty Problems and Canary Rows
  - Southern Pride Chicken
- Jak powstawały postaci kreskówek (ang. Irreverent Imagination: The Golden Age of Looney Tunes)
- Bosko, the Talk-Ink Kid (1929)
- Galeria szkiców
- Gra interaktywna

### Wersja polska (nowy materiał)
Wersja polska: Master Film

W roli Królika Bugsa: Robert Rozmus

W roli Speedy Gonzalesa: Wojciech Paszkowski Tomasz Kozłowicz

W pozostałych rolach:
- Stefan Knothe – Kaczor Daffy
- Ryszard Nawrocki – Prosiak Porky
- Janusz Bukowski – Elmer Fudd
- Włodzimierz Press – Sylwester
- Tomasz Marzecki – Pepe Le Swąd
- Wojciech Paszkowski -
  - Królik Bugs (Wariacje animacji),
  - J. L. (Szkarłatny pumpernikiel),
  - Żandarm
- Grzegorz Wons – Pies
- Jan Kulczycki – Giovanni Jones
- Krzysztof Zakrzewski – Dyrygent
- Mieczysław Morański -
  - Listonosz,
  - Właściciel perfumerii
- Dariusz Odija – Wstrętny Kanasta
- Monika Kwiatkowska – Melissa
- Mariusz Krzemiński – Wiewiórka
- Paweł Szczesny -
  - Barman,
  - Niedźwiedź
- Leszek Zduń
- Lucyna Malec

## Looney Tunes Złota kolekcja, część 2
Premiera VHS i DVD w Polsce: 26 listopada 2004 r./18 marca 2005 r./18 grudnia 2006 r./18 grudnia 2007 r.

### Królik Bugs: Najlepsze z najlepszych, część 2
| N/o | Tytuł oryginalny           | Tytuł polski              | Rok  | Wersja polska                                        |
| --- | -------------------------- | ------------------------- | ---- | ---------------------------------------------------- |
|     |                            |                           |      |                                                      |
| 1   | The Big Snooze             | Wielka drzemka            | 1946 | Canal+                                               |
|     |                            |                           |      |                                                      |
| 2   | Broom-Stick Bunny          | Zmiataj, króliczku        | 1955 | Warner Bros. (nowa)                                  |
|     |                            |                           |      |                                                      |
| 3   | Bugs Bunny Rides Again     | Królik Bugs znowu w akcji | 1947 | Canal+                                               |
|     |                            |                           |      |                                                      |
| 4   | Bunny Hugged               | Króliczy wycisk           | 1950 | Warner Bros. (nowa)                                  |
|     |                            |                           |      |                                                      |
| 5   | French Rarebit             | Królik po francusku       | 1950 | Warner Bros. (nowa)                                  |
|     |                            |                           |      |                                                      |
| 6   | Gorilla My Dreams          | Wymarzone gorylątko       | 1947 | Canal+                                               |
|     |                            |                           |      |                                                      |
| 7   | The Hare-Brained Hypnotist | W szponach hipnotyzera    | 1942 | Canal+                                               |
|     |                            |                           |      |                                                      |
| 8   | Hare Conditioned           | Wypchaj się, króliczku    | 1945 | Canal+                                               |
|     |                            |                           |      |                                                      |
| 9   | The Heckling Hare          | Kłopotliwy królik         | 1941 | Canal+                                               |
|     |                            |                           |      |                                                      |
| 10  | Little Red Riding Rabbit   | Czerwony kapturek         | 1943 | Canal+                                               |
|     |                            |                           |      |                                                      |
| 11  | Tortoise Beats Hare        | Żółw wygrywa z królikiem  | 1941 | Warner Bros. (VHS - Królik Bugs: Mistrz akrobacji)   |
|     |                            |                           |      |                                                      |
| 12  | Rabbit Transit             | Szybki jak żółw           | 1946 | Canal+                                               |
|     |                            |                           |      |                                                      |
| 13  | Slick Hare                 | Królik palce lizać        | 1946 | Canal+                                               |
|     |                            |                           |      |                                                      |
| 14  | Baby Buggy Bunny           | Gangsterska niańka        | 1954 | Warner Bros. (nowa)                                  |
|     |                            |                           |      |                                                      |
| 15  | Hyde and Hare              | Mr. Hyde i królik         | 1955 | Warner Bros. (VHS - Bugs i Marvin: Kosmiczny królik) |
|     |                            |                           |      |                                                      |

#### Dodatki
- Komentarze znawców historii kina animowanego:
  - Bill Meléndez o filmie Wielka drzemka
  - June Foray o filmie Zmiataj, króliczku
  - Greg Ford o filmach Królik Bugs znowu w akcji, Kłopotliwy królik
  - Jerry Beck o filmie Wymarzone gorylątko
  - Chuck Jones o filmie Żółw wygrywa z królikiem
  - Michael Barrier o filmach Żółw wygrywa z królikiem, Królik palce lizać
- Niezapomniane motywy muzyczne z kreskówek: Zmiataj, króliczku, Króliczy wycisk, Gangsterska niańka, Mr. Hyde i królik
- 50 urodziny gwiazdora Królika Bugsa (1985) – część 1
- Za kulisami produkcji filmowej:
  - Rozmowa z Texem Avery
- Show Królika Bugsa:
  - Przymusowa dieta - sekwencje łączące
  - W interesach spiesz się powoli - sesja nagraniowa z Melem Blankiem
- Weź do ręki pędzel, pasożycie - jak narysować Królika Bugsa

### Struś Pędziwiatr: Najlepsze z najlepszych, część 1
| N/o | Tytuł oryginalny                     | Tytuł polski                           | Rok  | Wersja polska                                                    |
| --- | ------------------------------------ | -------------------------------------- | ---- | ---------------------------------------------------------------- |
|     |                                      |                                        |      |                                                                  |
| 1   | Beep, Beep                           | Strusi klakson                         | 1951 | Warner Bros. (nowa)                                              |
|     |                                      |                                        |      |                                                                  |
| 2   | Going! Going! Gosh!                  | Pędzi! Pędzi! Popędził!                | 1951 | Warner Bros. (nowa)                                              |
|     |                                      |                                        |      |                                                                  |
| 3   | Zipping Along                        | Wszędobylska prędkość                  | 1952 | Warner Bros. (nowa)                                              |
|     |                                      |                                        |      |                                                                  |
| 4   | Stop! Look! And Hasten!              | Stań! Popatrz! i Gazu!                 | 1953 | Warner Bros. (nowa)                                              |
|     |                                      |                                        |      |                                                                  |
| 5   | Ready, Set, Zoom!                    | Do biegu, gotowi, fru!                 | 1954 | Warner Bros. (nowa)                                              |
|     |                                      |                                        |      |                                                                  |
| 6   | Guided Muscle                        | Mięśniak z odrzutu                     | 1955 | Warner Bros. (nowa)                                              |
|     |                                      |                                        |      |                                                                  |
| 7   | Gee Whiz-z-z-z-z-z-z!                | Świst i gwizd                          | 1955 | Warner Bros. (VHS – Gwiazdy Space Jam: Struś Pędziwiatr i Kojot) |
|     |                                      |                                        |      |                                                                  |
| 8   | There They Go-Go-Go!                 | Szybcy i rozpędzeni                    | 1956 | Warner Bros. (nowa)                                              |
|     |                                      |                                        |      |                                                                  |
| 9   | Scrambled Aches                      | Jajecznica z kojota                    | 1956 | Warner Bros. (nowa)                                              |
|     |                                      |                                        |      |                                                                  |
| 10  | Zoom and Bored                       | Wzloty i upadki                        | 1957 | Warner Bros. (VHS – Gwiazdy Space Jam: Struś Pędziwiatr i Kojot) |
|     |                                      |                                        |      |                                                                  |
| 11  | Whoa, Be-Gone!                       | Przeminęło z pędem!                    | 1957 | Warner Bros. (nowa)                                              |
|     |                                      |                                        |      |                                                                  |
| 12  | Cheese Chasers                       | Nie cierpię sera                       | 1950 | Warner Bros. (VHS – Nie cierpię sera)                            |
|     |                                      |                                        |      |                                                                  |
| 13  | The Dover Boys at Pimento University | Kawalerowie z Uniwersytetu Pimenckiego | 1942 | Canal+                                                           |
|     |                                      |                                        |      |                                                                  |
| 14  | Mouse Wreckers                       | Mysie wykurzanie                       | 1947 | Warner Bros. (nowa)                                              |
|     |                                      |                                        |      |                                                                  |
| 15  | A Bear for Punishment                | Misiek nie do zdarcia                  | 1950 | Warner Bros. (nowa)                                              |
|     |                                      |                                        |      |                                                                  |

#### Dodatki
- Komentarze znawców historii kina animowanego:
  - Michael Barrier o filmach Strusi klakson, Kawalerowie z Uniwersytetu Pimenckiego, Misiek nie do zdarcia
  - Greg Ford o filmach Stań! Popatrz! i Gazu!, Przeminęło z pędem!, Mysie wykurzanie
- Niezapomniane motywy muzyczne z kreskówek: Mięśniak z odrzutu, Świst i gwizd, Szybcy i rozpędzeni, Jajecznica z kojota, Wzloty i upadki, Misiek nie do zdarcia
- Przygody Strusia Pędziwiatra - pilot telewizyjny z 1962 r.
- Za kulisami produkcji filmowej:
  - Bam! Bach! Bum! - Dzikie dźwięki Trega Browna
- Sekwencje otwierające: Show Strusia Pędziwiatra i Królika Bugsa
- Wytaczanie wyścigu, czyli jak narysować Strusia Pędziwiatra

### Tweety i Sylwester: Najlepsze z najlepszych, część 1
| N/o | Tytuł oryginalny             | Tytuł polski             | Rok  | Wersja polska                                              |
| --- | ---------------------------- | ------------------------ | ---- | ---------------------------------------------------------- |
|     |                              |                          |      |                                                            |
| 1   | Bad Ol’ Putty Tat            | Zły kotecek              | 1948 | Warner Bros. (VHS – Tweety w opałach)                      |
|     |                              |                          |      |                                                            |
| 2   | All Abir-r-r-d!              | Wszyscy na ptatek!       | 1949 | Warner Bros. (nowa)                                        |
|     |                              |                          |      |                                                            |
| 3   | Room and Bird                | Wikt i opierzonek        | 1950 | Warner Bros. (nowa)                                        |
|     |                              |                          |      |                                                            |
| 4   | Tweet, Tweet, Tweety         | Ćwir, ćwir, Tweety       | 1950 | Warner Bros. (nowa)                                        |
|     |                              |                          |      |                                                            |
| 5   | Gift Wrapped                 | Plezencik                | 1951 | Warner Bros. (nowa)                                        |
|     |                              |                          |      |                                                            |
| 6   | Ain’t She Tweet              | Cy ona nie jest uloca?   | 1951 | Warner Bros. (nowa)                                        |
|     |                              |                          |      |                                                            |
| 7   | A Bird In A Guilty Cage      | Ptaszek w klatce         | 1951 | Warner Bros. (nowa)                                        |
|     |                              |                          |      |                                                            |
| 8   | Snow Business                | Zima stulecia            | 1951 | Warner Bros. (VHS – Gwiazdy Space Jam: Sylwester i Tweety) |
|     |                              |                          |      |                                                            |
| 9   | Tweetie Pie                  | Łakomy kąsek             | 1946 | Canal+                                                     |
|     |                              |                          |      |                                                            |
| 10  | Kitty Kornered               | Kocia śpiewka            | 1946 | Canal+                                                     |
|     |                              |                          |      |                                                            |
| 11  | Baby Bottleneck              | Ambaras z bobasami       | 1945 | Canal+                                                     |
|     |                              |                          |      |                                                            |
| 12  | Old Glory                    | Gwiaździsty sztandar     | 1939 | Canal+                                                     |
|     |                              |                          |      |                                                            |
| 13  | The Great Piggy Bank Robbery | Wielki skok na skarbonkę | 1946 | Canal+                                                     |
|     |                              |                          |      |                                                            |
| 14  | Duck Soup to Nuts            | Kacza zupa dla świrusów  | 1944 | Canal+                                                     |
|     |                              |                          |      |                                                            |
| 15  | Porky in Wackyland           | Świnka w Wariatkowie     | 1938 | Warner Bros. (nowa)                                        |
|     |                              |                          |      |                                                            |

#### Dodatki
- Komentarze znawców historii kina animowanego:
  - Greg Ford o filmach Cy ona nie jest uloca, Łakomy kąsek
  - Michael Barrier o filmach Kocia śpiewka, Ambaras z bobasami, Świnka w Wariatkowie
  - Jerry Beck i Martha Sigall o filmie Gwiaździsty sztandar
  - John Kricfalusi o filmie Wielki skok na skarbonkę
- Niezapomniane motywy muzyczne z kreskówek: Ćwir, ćwir, Tweety, Cy ona nie jest uloca?
- Za kulisami produkcji filmowej:
  - Facet z Wariatkowa: Sztuka Boba Clampetta
- Kaczor Daffy na Prezydenta (2004)
- Sekwencje otwierające: Show Świnki Porky oraz Show Królika Bugsa i Tweety (1988 i 1992 r.)
- 50. urodziny Królika Bugsa, gwiazdora Looney Tunes (1985) – część 2
- Czy kot zabrał ci szczoteczkę? - materiał szkoleniowy jak namalować Sylwestra i Tweety

### Looney Tunes: Plejada gwiazd, część 3
| N/o | Tytuł oryginalny                | Tytuł polski                   | Rok  | Wersja polska                     |
| --- | ------------------------------- | ------------------------------ | ---- | --------------------------------- |
|     |                                 |                                |      |                                   |
| 1   | Back Alley Oproar               | Zaułek kociej muzyki           | 1947 | Canal+                            |
|     |                                 |                                |      |                                   |
| 2   | Book Revue                      | Rewia książek                  | 1945 | Warner Bros. (nowa)               |
|     |                                 |                                |      |                                   |
| 3   | A Corny Concerto                | Koncert dla pierników          | 1943 | Canal+                            |
|     |                                 |                                |      |                                   |
| 4   | Have You Got Any Castles?       | Swingujące książki             | 1938 | Canal+                            |
|     |                                 |                                |      |                                   |
| 5   | Hollywood Steps Out             | Hollywood się bawi             | 1941 | Canal+                            |
|     |                                 |                                |      |                                   |
| 6   | I Love to Singa                 | Kocham jazzować                | 1936 | Canal+                            |
|     |                                 |                                |      |                                   |
| 7   | Katnip Kollege                  | Kocia muzyka                   | 1938 | Canal+                            |
|     |                                 |                                |      |                                   |
| 8   | The Hep Cat                     | Jazzujący kocur                | 1942 | Canal+                            |
|     |                                 |                                |      |                                   |
| 9   | Three Little Bops               | Trzy małe swingi               | 1956 | Warner Bros. (nowa)               |
|     |                                 |                                |      |                                   |
| 10  | One Froggy Evening              | Żabi wieczór                   | 1955 | Warner Bros. (nowa)               |
|     |                                 |                                |      |                                   |
| 11  | Rhapsody Rabbit                 | Królicza rapsodia              | 1946 | Canal+                            |
|     |                                 |                                |      |                                   |
| 12  | Show Biz Bugs                   | Królik na estradzie            | 1957 | Warner Bros. (VHS – Super kaczor) |
|     |                                 |                                |      |                                   |
| 13  | Stage Door Cartoon              | Zakulisowa kreskówka           | 1944 | Canal+                            |
|     |                                 |                                |      |                                   |
| 14  | What’s Opera, Doc?              | Co jest w programie, doktorku? | 1957 | Warner Bros. (nowa)               |
|     |                                 |                                |      |                                   |
| 15  | You Ought to Be in the Pictures | Urodzony aktor                 | 1940 | Warner Bros. (nowa)               |
|     |                                 |                                |      |                                   |

#### Dodatki
- Komentarze znawców historii kina animowanego:
  - Greg Ford o filmach Zaułek kociej muzyki, Hollywood się bawi, Królik na estrazie
  - Michael Barrier o filmach Rewia książek, Koncert dla pierników, Żabi wieczór
  - Jerry Beck, Friz Freleng i Stan Freberg o filmie Trzy małe swingi
  - Daniel Goldmark o filmach Królicza rapsodia i Co jest w programie, doktorku?
  - Chuck Jones, Michael Maltese i Maurice Noble o filmie Co jest w programie, doktorku?
  - Jerry Beck o filmie Urodzony aktor
- Niezapomniane motywy muzyczne z kreskówek: Trzy małe swingi, Żabi wieczór, Co jest w programie, doktorku?
- Poza kamerą: Looney Tunes:
  - Looney Tunes jadą do Hollywood
  - Co wyskoczyło z ekranu?: Za kulisami filmu Żabi wieczór
  - Wagnerowski kłólik: Jak powstawał film Co jest w programie, doktorku?
- Archiwalne krótkometrażówki:
  - Tak wiele za tak niewiele
  - Pomarańcze kwitną na fioletowo
- Jak powstaje Żaba Michigan?

### Wersja polska (nowy materiał)
Wersja polska: Master Film

Lektorzy:
- Maciej Gudowski
- Janusz Szydłowski (Stań! Popatrz! i Gazu!)

Występują:
- Robert Rozmus – Królik Bugs
- Stefan Knothe – Kaczor Daffy
- Ryszard Nawrocki – Prosiak Porky
- Wojciech Paszkowski – Elmer Fudd
- Lucyna Malec -
  - Tweety,
  - Dodo
- Włodzimierz Press – Sylwester
- Mirosława Krajewska – Babcia
- Piotr Adamczyk – Hubie
- Tomasz Bednarek – Bertie
- Ilona Kuśmierska -
  - Wiedźma Hazel,
  - Mama Misiowa
- Marek Lewandowski -
  - Papa Miś,
  - Dżin z lustra
- January Brunov – Junior Miś
- Wojciech Szymański -
  - Sędzia,
  - Kucharz Francois
- Jacek Mikołajczak -
  - Gniecior,
  - Buziuchna Finster
- Tomasz Steciuk – Żaba Michigan
- Andrzej Gawroński – Kucharz Louie
- Tomasz Marzecki
- Elżbieta Gaertner
- Andrzej Chudy – Wilk
- Jarosław Domin
- Izabella Bukowska
- Paweł Hartlieb
- Jacek Bończyk
- Beata Jankowska-Tzimas
- Aleksander Mikołajczak
- Brygida Turowska
- Marek Barbasiewicz – Leon Schlesinger
- Klaudiusz Kaufmann – Ochroniarz
- Cezary Kwieciński
- Wojciech Machnicki – Herold Miejski

## Looney Tunes Złota kolekcja, część 3
Pomimo istniejącego polskiego dubbingu, trzecia część Złotej Kolekcji nie doczekała się premiery w Polsce. Wydanie z polskim dubbingiem jest dostępne tylko we Włoszech i Rumunii.

### Królik Bugs: Najlepsze z najlepszych, część 3
| N/o | Tytuł oryginalny              | Tytuł polski                        | Rok  | Wersja polska                                       |
| --- | ----------------------------- | ----------------------------------- | ---- | --------------------------------------------------- |
|     |                               |                                     |      |                                                     |
| 1   | Hare Force                    | Królicza siła                       | 1944 | Canal+                                              |
|     |                               |                                     |      |                                                     |
| 2   | Hare Remover                  | Modyfikator królików                | 1945 | Canal+                                              |
|     |                               |                                     |      |                                                     |
| 3   | Hare Tonic                    | Króliczy syropek                    | 1945 | Canal+                                              |
|     |                               |                                     |      |                                                     |
| 4   | A Hare Grows In Manhattan     | Królik, który wyrósł na Manhattanie | 1946 | Canal+                                              |
|     |                               |                                     |      |                                                     |
| 5   | Easter Yeggs                  | Wielkanocne pacianki                | 1946 | Canal+                                              |
|     |                               |                                     |      |                                                     |
| 6   | The Wabbit Who Came to Supper | Kłólik, który wpadał na kolację     | 1942 | Canal+                                              |
|     |                               |                                     |      |                                                     |
| 7   | Bowery Bugs                   | Miejski cwaniaczek                  | 1949 | Warner Bros. (nowa)                                 |
|     |                               |                                     |      |                                                     |
| 8   | Homeless Hare                 | Bezdomny królik                     | 1949 | Warner Bros. (VHS – Gwiazdy Space Jam: Królik Bugs) |
|     |                               |                                     |      |                                                     |
| 9   | Case of the Missing Hare      | Pojedynek królika i magika          | 1942 | Canal+                                              |
|     |                               |                                     |      |                                                     |
| 10  | Acrobatty Bunny               | Królik bziko-akrobata               | 1946 | Canal+                                              |
|     |                               |                                     |      |                                                     |
| 11  | Wackiki Wabbit                | Kłólik po hawajsku                  | 1943 | Canal+                                              |
|     |                               |                                     |      |                                                     |
| 12  | Hare Do                       | Królicze sprawki                    | 1947 | Warner Bros. (nowa)                                 |
|     |                               |                                     |      |                                                     |
| 13  | Hillbilly Hare                | Wsiowy królik                       | 1950 | Warner Bros. (nowa)                                 |
|     |                               |                                     |      |                                                     |
| 14  | Super-Rabbit                  | Super-królik                        | 1943 | Canal+                                              |
|     |                               |                                     |      |                                                     |

### Świnka Porky: Najlepsze z najlepszych, część 2
| N/o | Tytuł oryginalny      | Tytuł polski                                     | Rok  | Wersja polska       |
| --- | --------------------- | ------------------------------------------------ | ---- | ------------------- |
|     |                       |                                                  |      |                     |
| 1   | I Haven't Got a Hat   | Nie mam kapelusza, czyli Parada młodych talentów | 1935 | Canal+              |
|     |                       |                                                  |      |                     |
| 2   | Porky and Teabiscuit  | Biszkopcik Porky’ego                             | 1939 | Warner Bros. (nowa) |
|     |                       |                                                  |      |                     |
| 3   | Pigs Is Pigs          | Żarłoczny jak prosiak                            | 1936 | Warner Bros. (nowa) |
|     |                       |                                                  |      |                     |
| 4   | Pigs in a Polka       | Czardasz i wieprzowinka                          | 1942 | Canal+              |
|     |                       |                                                  |      |                     |
| 5   | Porky Pig's Feat      | Nieudany wyczyn                                  | 1943 | Warner Bros. (nowa) |
|     |                       |                                                  |      |                     |
| 6   | Daffy Duck Slept Here | Tu nocował Kaczor Daffy                          | 1947 | Canal+              |
|     |                       |                                                  |      |                     |
| 7   | Bye, Bye Bluebeard    | Żegnaj Błękitnobrody                             | 1948 | Warner Bros. (nowa) |
|     |                       |                                                  |      |                     |
| 8   | An Egg Scramble       | Wiele hałasu o jajo                              | 1949 | Warner Bros. (nowa) |
|     |                       |                                                  |      |                     |
| 9   | Robin Hood Daffy      | Daffy Robin Hood                                 | 1957 | Warner Bros. (nowa) |
|     |                       |                                                  |      |                     |
| 10  | The Windblown Hare    | Dmuchnięty królik                                | 1948 | Warner Bros. (nowa) |
|     |                       |                                                  |      |                     |
| 11  | Claws for Alarm       | Idealny relaks                                   | 1953 | Warner Bros. (nowa) |
|     |                       |                                                  |      |                     |
| 12  | Rocket Squad          | Patrol rakietowy                                 | 1955 | Warner Bros. (nowa) |
|     |                       |                                                  |      |                     |
| 13  | Hollywood Capers      | Hollywoodzkie wygłupy                            | 1935 | Warner Bros. (nowa) |
|     |                       |                                                  |      |                     |
| 14  | The Film Fan          | Kinomaniak                                       | 1939 | Warner Bros. (nowa) |

### Looney Tunes: Plejada gwiazd, część 4
| N/o | Tytuł oryginalny              | Tytuł polski                             | Rok  | Wersja polska       |
| --- | ----------------------------- | ---------------------------------------- | ---- | ------------------- |
|     |                               |                                          |      |                     |
| 1   | Daffy Duck and the Dinosaur   | Kaczor Daffy i dinozaur                  | 1939 | Canal+              |
|     |                               |                                          |      |                     |
| 2   | Draftee Daffy                 | Poborowy Daffy                           | 1944 | Warner Bros. (nowa) |
|     |                               |                                          |      |                     |
| 3   | Falling Hare                  | Spadający królik                         | 1943 | Canal+              |
|     |                               |                                          |      |                     |
| 4   | Steal Wool                    | Jak skubnąć wełnę                        | 1957 | Warner Bros. (nowa) |
|     |                               |                                          |      |                     |
| 5   | Birds Anonymous               | Anonimowi ptasznicy                      | 1957 | Warner Bros. (nowa) |
|     |                               |                                          |      |                     |
| 6   | No Barking                    | Nie szczekać                             | 1953 | Warner Bros. (nowa) |
|     |                               |                                          |      |                     |
| 7   | Rabbit Punch                  | Królicza piącha                          | 1946 | Warner Bros. (nowa) |
|     |                               |                                          |      |                     |
| 8   | Odor-able Kitty               | Kociak i jego odor-ator                  | 1944 | Canal+              |
|     |                               |                                          |      |                     |
| 9   | Walky Talky Hawky             | Jastrząbek szuka czegoś na ząbek         | 1946 | Canal+              |
|     |                               |                                          |      |                     |
| 10  | To Beep or Not to Beep        | Trąbić czy nie trąbić                    | 1963 | Warner Bros. (nowa) |
|     |                               |                                          |      |                     |
| 11  | The Coo-Coo Nut Grove         | Kokosowy gaik                            | 1936 | Canal+              |
|     |                               |                                          |      |                     |
| 12  | She Was an Acrobat’s Daughter | Ona była córką akrobaty, czyli Ale kino! | 1937 | Canal+              |
|     |                               |                                          |      |                     |
| 13  | The Honey-Mousers             | Szczęśliwi myszożeńcy                    | 1956 | Warner Bros. (nowa) |
|     |                               |                                          |      |                     |
| 14  | The Last Hungry Cat           | Ostatni głodomór                         | 1961 | Warner Bros. (nowa) |
|     |                               |                                          |      |                     |

#### Dodatki
- Zwiastuny filmowe wydań DVD „Miś Yogi” i „Pies Huckleberry” (bez polskiego tłumaczenia)

#### Pozostałe krótkometrażówki
Poniższe krótkometrażówki są oficjalnie częścią Złotej Kolekcji, z wyjątkiem indywidualnych wydań DVD w Europie, gdzie z nieznanych przyczyn krótkometrażówki te zostały pominięte. Mimo to, przygotowany został do nich polski dubbing w tym samym czasie co do pozostałych krótkometrażówek zawartych w 3. części Złotej Kolekcji.
| N/o | Tytuł oryginalny              | Tytuł polski                     | Rok  | Wersja polska       |
| --- | ----------------------------- | -------------------------------- | ---- | ------------------- |
|     |                               |                                  |      |                     |
| 1   | Rebel Rabbit                  |                                  | 1949 | Warner Bros. (nowa) |
|     |                               |                                  |      |                     |
| 2   | Duck! Rabbit, Duck!           | Królik! Kryj się!                | 1953 | Warner Bros. (nowa) |
|     |                               |                                  |      |                     |
| 3   | Daffy Duck in Hollywood       | Kaczor Daffy w Hollywood         | 1938 | Canal+              |
|     |                               |                                  |      |                     |
| 4   | Porky’s Road Race             |                                  | 1937 | Warner Bros. (nowa) |
|     |                               |                                  |      |                     |
| 5   | The Woods Are Full of Cuckoos | Las, gdzie pełno tam kukułek     | 1937 | Canal+              |
|     |                               |                                  |      |                     |
| 6   | Speaking of the Weather       | O pogodzie mowa                  | 1937 | Canal+              |
|     |                               |                                  |      |                     |
| 7   | Thugs with Dirty Mugs         | Zbiry o zakazanych gębach        | 1939 | Canal+              |
|     |                               |                                  |      |                     |
| 8   | Goofy Groceries               |                                  | 1941 | Canal+              |
|     |                               |                                  |      |                     |
| 9   | Swooner Crooner               | Piejący zapiewajło               | 1944 | Canal+              |
|     |                               |                                  |      |                     |
| 10  | Wideo Wabbit                  | Kłólikowizja                     | 1956 | Warner Bros. (nowa) |
|     |                               |                                  |      |                     |
| 11  | The Mouse That Jack Built     |                                  | 1959 | Warner Bros. (nowa) |
|     |                               |                                  |      |                     |
| 12  | Porky’s Romance               |                                  | 1937 | Warner Bros. (nowa) |
|     |                               |                                  |      |                     |
| 13  | Porky’s Party                 |                                  | 1938 | Warner Bros. (nowa) |
|     |                               |                                  |      |                     |
| 14  | Porky in Egypt                |                                  | 1938 | Warner Bros. (nowa) |
|     |                               |                                  |      |                     |
| 15  | Daffy Duck and Egghead        | Kaczor Daffy i Chłopek-roztropek | 1938 | Canal+              |
|     |                               |                                  |      |                     |
| 16  | A Gruesome Twosome            | Szemrany duecik                  | 1945 | Canal+              |
|     |                               |                                  |      |                     |
| 17  | An Itch in Time               | W samą porę                      | 1943 | Canal+              |
|     |                               |                                  |      |                     |
| 18  | Gonzales' Tamales             |                                  | 1957 | Warner Bros. (nowa) |
|     |                               |                                  |      |                     |

### Wersja polska (nowy materiał)
Wersja polska: Master Film (na zlecenie Warner Bros.)

Dystrybucja na terenie Polski: Warner Bros. Poland

Występują:
- Robert Rozmus – Królik Bugs
- Ryszard Nawrocki – Prosiak Porky
- Stefan Knothe – Kaczor Daffy
- Wojciech Paszkowski -
  - Elmer Fudd,
  - Radiowy speaker (Ostatni głodomór)
- Lucyna Malec -
  - Tweety,
  - Gospodyni (Awantura o jajo)
- Małgorzata Puzio – Tweety (Ostatni głodomór)
- Włodzimierz Press -
  - Sylwester,
  - Szalony naukowiec (Żarłoczny jak prosiak)
- Mirosława Krajewska – Babcia
- Marek Obertyn -
  - Owczarek Sam,
  - Steve Brody,
  - Narrator (Ostatni głodomór)
- Ryszard Olesiński – Wilk Ralph
- Janusz Wituch -
  - Bileter (Królicze sprawki),
  - Zimny Drań (Kinomaniak)
- Jarosław Boberek – Curt Martin
- Sławomir Pacek – Głąbek Martin
- Aleksander Mikołajczak – Tata Porky’ego
- Grzegorz Hardej – Świnka Piggy (Żarłoczny jak prosiak)
- Andrzej Gawroński
- Andrzej Chudy
- Zbigniew Suszyński
- Paweł Szczesny – Kierownik hotelu
- Karol Wróblewski -
  - Radiowy speaker #1 (Żegnaj Błękitnobrody)
  - Narrator w kinie (Kinomaniak),
- Mirosław Wieprzewski -
  - Mysz (Żegnaj Błękitnobrody),
  - Olivier Sówka (Hollywoodzkie wygłupy),
  - Koń Pięknisia w masce (Kinomaniak),
  - Konus z komisji poborowej
- Zbigniew Konopka – Brodacz
- Krystyna Królówna – Prissy
- Brygida Turowska – Daphne
- Miriam Aleksandrowicz – Agnes
- Piotr Bąk -
  - Komisarz,
  - Radiowy speaker (Anonimowi ptasznicy)
- Jacek Bursztynowicz – Pączek Picuś
- Wojciech Machnicki -
  - Wielki Zły Wilk,
  - Bileter (Kinomaniak)
- Janusz Zadura -
  - Radiowy speaker #2 (Żegnaj Błękitnobrody),
  - Piękniś w masce (Kinomaniak),
  - Ochroniarz (Hollywoodzkie wygłupy)
- Anna Apostolakis – Bobek
- Adam Biedrzycki – Kot Clarence
- Tomasz Kozłowicz – Narrator w telewizji (Anonimowi ptasznicy)
- Joanna Węgrzynowska – Alice
- Grzegorz Wons – Ralph
- January Brunov – Morton

## Looney Tunes Super Gwiazdy

### Jak ból głowy trafił Kaczora Daffy
Premiera w Polsce: 10 sierpnia 2010 r.

| N/o | Tytuł oryginalny    | Tytuł polski               | Rok  |
| --- | ------------------- | -------------------------- | ---- |
|     |                     |                            |      |
| 1   | Tick Tock Tuckered  | Wykończony tykaniem        | 1944 |
|     |                     |                            |      |
| 2   | Nasty Quacks        | Paskudne konowały          | 1945 |
|     |                     |                            |      |
| 3   | Daffy Dilly         | Unikatowy Daffy            | 1948 |
|     |                     |                            |      |
| 4   | Wise Quackers       | Szarlataneria              | 1949 |
|     |                     |                            |      |
| 5   | Prize Pest          | Utrapieniec                | 1950 |
|     |                     |                            |      |
| 6   | Design For Leaving  | Plan odejścia              | 1953 |
|     |                     |                            |      |
| 7   | Stork Naked         | Golutki                    | 1954 |
|     |                     |                            |      |
| 8   | This Is A Life?     | I to ma być życie?         | 1955 |
|     |                     |                            |      |
| 9   | Dime To Retire      | Czas na emeryturę          | 1956 |
|     |                     |                            |      |
| 10  | Ducking the Devil   | Unikanie diabła            | 1957 |
|     |                     |                            |      |
| 11  | People Are Bunny    | Ludzie to tchórze          | 1959 |
|     |                     |                            |      |
| 12  | Person To Bunny     | Twarzą w twarz z królikiem | 1959 |
|     |                     |                            |      |
| 13  | Daffy’s Inn Trouble | Kłopoty w zajeździe        | 1961 |
|     |                     |                            |      |
| 14  | The Iceman Ducketh  | Iceman robi unik           | 1963 |
|     |                     |                            |      |
| 15  | Suppressed Duck     | Kaczka dziwaczka           | 1965 |
|     |                     |                            |      |

#### Wersja polska
Dystrybucja na terenie Polski: Galapagos Films

Wersja polska: DubbFilm

Tekst: Filip Kowalski

Czytał: Paweł Bukrewicz

### Królika Bugsa przygody na maksa
Premiera w Polsce: 22 października 2010 r.

| N/o | Tytuł oryginalny       | Tytuł polski               | Rok  |
| --- | ---------------------- | -------------------------- | ---- |
|     |                        |                            |      |
| 1   | Mutiny on the Bunny    | Bunt na Bunny              | 1948 |
|     |                        |                            |      |
| 2   | Bushy Hare             | Puszysty królik            | 1949 |
|     |                        |                            |      |
| 3   | Hare We Go             | Zajęczeć                   | 1949 |
|     |                        |                            |      |
| 4   | Foxy By Proxy          | W lisim imieniu            | 1950 |
|     |                        |                            |      |
| 5   | Hare Trimmed           | Strzyżenie królika         | 1952 |
|     |                        |                            |      |
| 6   | Lumber Jack-Rabbit     | Człapiący królik           | 1953 |
|     |                        |                            |      |
| 7   | Napoleon Bunny-Part    | Napoleon Bunny-parte       | 1956 |
|     |                        |                            |      |
| 8   | Bedevilled Rabbit      | Doręczenie królika         | 1956 |
|     |                        |                            |      |
| 9   | Apes of Wrath          | Małpi gniew                | 1959 |
|     |                        |                            |      |
| 10  | From Hare to Heir      | Od królika do dziedzica    | 1960 |
|     |                        |                            |      |
| 11  | Lighter Than Hare      | Lżejszy od królika         | 1960 |
|     |                        |                            |      |
| 12  | The Milion Hare        | Królik milioner            | 1962 |
|     |                        |                            |      |
| 13  | Mad as Mars Hare       | Szalony jak marsowy królik | 1963 |
|     |                        |                            |      |
| 14  | Dr. Devil and Mr. Hare | Dr. Diabeł i Pan Królik    | 1963 |
|     |                        |                            |      |
| 15  | False Hare             | Sztuczny królik            | 1964 |
|     |                        |                            |      |

#### Wersja polska
Dystrybucja na terenie Polski: Galapagos Films

Wersja polska: DubbFilm

Tekst: Ksymena Rzemek

Czytał: Piotr Borowiec

### Tweety i Sylwester
Premiera w Polsce: 1 grudnia 2010 r.

| N/o | Tytuł oryginalny         | Tytuł polski             | Rok  |
| --- | ------------------------ | ------------------------ | ---- |
|     |                          |                          |      |
| 1   | Tweetie Pie              | Tweety                   | 1946 |
|     |                          |                          |      |
| 2   | Bad Ol’ Putty Tat        | Zły koteczek             | 1948 |
|     |                          |                          |      |
| 3   | All Abir-r-r-d!          | Proszę wsiadać!          | 1949 |
|     |                          |                          |      |
| 4   | Canary Row               | Kanarek na Nadbrzeżnej   | 1949 |
|     |                          |                          |      |
| 5   | Putty Tat Trouble        | Kłopoty koteczka         | 1950 |
|     |                          |                          |      |
| 6   | Room and Bird            | Pokój z kanarkiem        | 1950 |
|     |                          |                          |      |
| 7   | Tweety’s S.O.S.          | Na pomoc Tweety’emu      | 1950 |
|     |                          |                          |      |
| 8   | Tweet Tweet Tweety       | Ćwir, ćwir, Tweety       | 1950 |
|     |                          |                          |      |
| 9   | Gift Wrapped             | Jak zapakować prezent?   | 1951 |
|     |                          |                          |      |
| 10  | Ain’t She Tweet          | Uroczy Tweety            | 1951 |
|     |                          |                          |      |
| 11  | Snow Business            | Śnieg                    | 1951 |
|     |                          |                          |      |
| 12  | Satan’s Waitin’          | Szatan czeka             | 1953 |
|     |                          |                          |      |
| 13  | The Last Hungry Cat      | Ostatni głodny kot       | 1961 |
|     |                          |                          |      |
| 14  | Birds Anonymous          | Anonimowi ptakożercy     | 1957 |
|     |                          |                          |      |
| 15  | Tweety and the Beanstalk | Tweety i magiczna fasola | 1956 |
|     |                          |                          |      |

#### Dodatki
- Zwiastun gry Scooby-Doo i nawiedzone bagno (po angielsku)

#### Wersja polska
Dystrybucja na terenie Polski: Galapagos Films

Wersja polska: DubbFilm

Tekst: Ksymena Rzemek

Czytał: Paweł Bukrewicz

## Kolekcje

### Kolekcja Królik Bugs
Premiera w Polsce: 22 października 2010 r.

| N/o               | Tytuł oryginalny                  | Tytuł polski                          | Rok  |
| ----------------- | --------------------------------- | ------------------------------------- | ---- |
|                   |                                   |                                       |      |
| PŁYTA 1           |                                   |                                       |      |
|                   |                                   |                                       |      |
| 1                 | Elmer’s Candid Camera             | Aparat fotograficzny Elmera           | 1940 |
|                   |                                   |                                       |      |
| 2                 | A Wild Hare                       | Polowanie na królika                  | 1940 |
|                   |                                   |                                       |      |
| 3                 | The Old Grey Hare                 | Sędziwy królik                        | 1944 |
|                   |                                   |                                       |      |
| 4                 | Baseball Bugs                     | Bugs i baseball                       | 1945 |
|                   |                                   |                                       |      |
| 5                 | Hair-Raising Hare                 | Aż sierść się jeży                    | 1945 |
|                   |                                   |                                       |      |
| 6                 | Haredevil Hare                    | Nieziemski królik                     | 1947 |
|                   |                                   |                                       |      |
| 7                 | 8 Ball Bunny                      | Z pingwinkiem dookoła świata          | 1949 |
|                   |                                   |                                       |      |
| 8                 | The Rabbit of Seville             | Królik z Sewilli                      | 1949 |
|                   |                                   |                                       |      |
| 9                 | Rabbit Fire                       | Wielkie polowanie                     | 1950 |
|                   |                                   |                                       |      |
| 10                | Show-Biz Bugs                     | Nie ma jak show-biznes                | 1957 |
|                   |                                   |                                       |      |
| 11                | Knighty Knight Bugs               | Rycerski rycerz Bugs                  | 1957 |
|                   |                                   |                                       |      |
| 12                | What’s Opera, Doc?                | Operowy zawrót głowy                  | 1957 |
|                   |                                   |                                       |      |
| PŁYTA 2           |                                   |                                       |      |
|                   |                                   |                                       |      |
| 1                 | My Dream Is Yours                 | Nasze wspólne marzenie                | 1949 |
|                   |                                   |                                       |      |
| 2                 | How Bugs Bunny Won the West       | Jak Królik Bugs zdobywał dziki zachód | 1978 |
|                   |                                   |                                       |      |
| 3                 | Bugs Bunny's Wild World of Sports | Sportowe wyczyny Bugsa                | 1989 |
|                   |                                   |                                       |      |
| 4                 | Carrotblanca                      | Marchewblanka                         | 1995 |
|                   |                                   |                                       |      |
| 5                 | Hare and Loathing in Las Vegas    | Bugs w Las Vegas                      | 2003 |
|                   |                                   |                                       |      |
| PŁYTA 2 – DODATKI |                                   |                                       |      |
|                   |                                   |                                       |      |
| 1                 | The Carnival of the Animals       | Zwierzęcy karnawał Bugsa i Daffy’ego  | 1976 |
|                   |                                   |                                       |      |
| 2                 | Bugs Bunny’s Bustin’ Out All Over | Zwariowane sprzeczki Królika Bugsa    | 1980 |
|                   |                                   |                                       |      |
| 3                 | The Invasion of Bunny Snatchers   | Inwazja łowców królików               | 1991 |
|                   |                                   |                                       |      |
| 4                 | Bugs Bunny: Ain’t He A Stinker?   | Królik Bugs: Ale z niego łotr!        | 2010 |
|                   |                                   |                                       |      |

#### Wersja polska
Dystrybucja na terenie Polski: Galapagos Films

Wersja polska: DubbFilm

Tekst: Aneta Radowińska-Czwaczka

Czytał: Paweł Bukrewicz

### Kaczor Daffy - Kolekcja
Premiera w Polsce: 4 listopada 2011 r.

| N/o | Tytuł oryginalny                  | Tytuł polski                  | Rok  | Wersja polska                                                   |
| --- | --------------------------------- | ----------------------------- | ---- | --------------------------------------------------------------- |
|     |                                   |                               |      |                                                                 |
| 1   | Porky’s Duck Hunt                 | Polowanie na kaczki           | 1937 | nowa (lektor)                                                   |
|     |                                   |                               |      |                                                                 |
| 2   | The Daffy Doc                     | Doktor Daffy                  | 1938 | nowa (lektor)                                                   |
|     |                                   |                               |      |                                                                 |
| 3   | The Great Piggy Bank Robbery      | Wielki skok na skarbonkę      | 1946 | nowa (lektor)                                                   |
|     |                                   |                               |      |                                                                 |
| 4   | Book Revue                        | Rewia książek                 | 1945 | nowa (lektor)                                                   |
|     |                                   |                               |      |                                                                 |
| 5   | Duck Amuck                        | Wariacje animacji             | 1951 | Warner Bros. (Daffy i Porky: Najlepsze z najlepszych - dubbing) |
|     |                                   |                               |      |                                                                 |
| 6   | Duck Dodgers in the 24½th Century | Kaczki Spryciarze w 24½ wieku | 1952 | Warner Bros. (Daffy i Porky: Najlepsze z najlepszych - dubbing) |
|     |                                   |                               |      |                                                                 |
| 7   | The Scarlet Pumpernickel          | Szkarłatny pumpernikiel       | 1948 | Warner Bros. (Daffy i Porky: Najlepsze z najlepszych - dubbing) |
|     |                                   |                               |      |                                                                 |
| 8   | A Star Is Bored                   | Znudziny gwiazdy              | 1956 | nowa (lektor)                                                   |
|     |                                   |                               |      |                                                                 |
| 9   | Deduce, You Say                   | Do diabła z dedukcją          | 1956 | nowa (lektor)                                                   |
|     |                                   |                               |      |                                                                 |
| 10  | Ali Baba Bunny                    | Królik Ali Baba               | 1956 | nowa (lektor)                                                   |
|     |                                   |                               |      |                                                                 |
| 11  | Robin Hood Daffy                  | Daffy Robin Hoodem            | 1957 | nowa (lektor)                                                   |
|     |                                   |                               |      |                                                                 |

#### Wersja polska (nowy materiał)
Dystrybucja na terenie Polski: Galapagos Films

Wersja polska: DubbFilm

Czytał: Paweł Bukrewicz